# 2004년 인도네시아 대통령 선거
2004년 7월 5일 인도네시아에서 역사상 첫 직선제 형태의 대통령 선거가 치러졌다. 총 5명의 후보가 출마했으며, 민주당의 수실로 밤방 유도요노가 33.57%의 득표율로 1위를 기록했다. 그러나, 과반에 미달해 9월 20일 결선 투표가 치러졌으며, 이후 결선에서 60.62%의 득표율로 메가와티 수카르노푸트리 대통령을 꺾고 당선되었다.

## 같이 보기
- 결선투표제